# Erioptera (Erioptera) alta
Erioptera (Erioptera) alta is een tweevleugelige uit de familie steltmuggen (Limoniidae). De soort komt voor in het Oriëntaals gebied.